# 大塚站 (廣島縣)
大塚站（日语：／ Ozuka eki */?）是位於廣島縣廣島市安佐南區大塚西三丁目，廣島高速交通的廣島新交通1號線（Astram線）車站。

## 概要
此站位於廣島市西北部發展地區的新城「西風新都」玄關口。

## 歷史
- 1994年（平成6年）8月20日 - 車站啟用[1]。
- 1999年（平成11年）3月20日 - 在時間表修正後，此站成為急行列車停車站[1]。
- 2000年（平成12年） - 成為業務委託車站[2]。
- 2004年（平成16年）3月20日 - 在時間表修正後，取消急行列車班次[1]。
- 2009年（平成21年）8月8日 - 此站開始可以使用PASPY[1]。
- 2015年（平成27年） - 站內廣播與月台發車牌翻新至與新白島站同等級。

## 車站構造
車站是一座架空車站，設有1面2線的島式月台。月台下一層設有售票機和閘機。
車站顏色為■水藍色。

### 月台
| 月台 | 路線             | 上下行 | 方向           |
| ---- | ---------------- | ------ | -------------- |
| 1    | ■廣島新交通1號線 | 下行   | 廣域公園前方向 |
| 2    | ■廣島新交通1號線 | 上行   | 本通方向       |

## 車站周邊
- 廣島大塚郵局
- 廣島市立大學
- A.CITY（日语：A.CITY）、花之季台（日语：花の季台）、Central City COCORO（日语：セントラルシティこころ）、藤興園（團地）
- 廣島高速4號線
- 廣島廣域公園陸上競技場

## 巴士路線
「大塚站」巴士站位於車站北邊廣島縣道71號廣島湯來線（與廣島縣道265號伴廣島線重疊區間）和廣島市道西風新都中央線相交的大塚站北路口處。在縣道和市道上設有1號乘車處至4號乘車處。巴士站距離車站約200米，轉乘時需要步行10至15分鐘。但是，縣道的1號和4號乘車處現時沒有巴士停靠。於2021年3月31日前，廣電巴士行走於沼田高校和廣島市區之間的石內線停靠縣道1號和4號乘車處。另外，於車站出入口（電梯旁）側邊的巴士站現時沒有使用。
市道的巴士站在廣島高速4號線沼田出入口和連接山陽自動車道五日市交匯處與廣島自動車道廣島西風新都交匯處的一般道路上。除了行走於廣島市區至西風新都區域的一般巴士路線外，行走於廣島巴士中心至山陰、山口方向的高速巴士也會停靠。

### 縣道廣島湯來線、縣道伴廣島線上
一般巴士路線
| 乘車處 | 路線編號 | 巴士公司 | 方向     | 備註     |
| ------ | -------- | -------- | -------- | -------- |
| 1      | 暫停使用 | 暫停使用 | 暫停使用 | 暫停使用 |
| 4      | 暫停使用 | 暫停使用 | 暫停使用 | 暫停使用 |

### 市道西風新都中央線上
一般巴士路線
| 乘車處 | 路線編號  | 巴士公司 | 方向                                    | 備註         |
| ------ | --------- | -------- | --------------------------------------- | ------------ |
| 2      | 1-9       | 廣電巴士 | 廣島市立大學                            | 只於平日服務 |
| 2      | 60        | 廣電巴士 | （經高速4號線、中廣町）紙屋町、市政廳前 | 只於平日服務 |
| 2      | 60,62     | 廣電巴士 | （經高速4號線、中廣町）廣島巴士中心     |              |
| 2      | 61,63     | 廣電巴士 | （經高速4號線、橫川站）廣島巴士中心     |              |
| 2      | 63-9      | 廣電巴士 | （經高速4號線）橫川站                   | 只於平日服務 |
| 3      | 1         | 廣電巴士 | （經石内舊道）五日市站北出口            | 只於平日服務 |
| 3      | 60-3      | 廣電巴士 | 藤之木團地                              |              |
| 3      | 61-1      | 廣電巴士 | 五月丘四丁目、五月丘三丁目、駕照中心    |              |
| 3      | 61-4      | 廣電巴士 | THE OUTLETS HIROSHIMA、空之北           |              |
| 3      | 62-1,63-1 | 廣電巴士 | A.CITY、花之季台                        |              |
| 3      | 62-2,63-2 | 廣電巴士 | A.CITY、COCORO南中央                    |              |
| 3      | 62-3,63-3 | 廣電巴士 | A.CITY、COCORO西風梅苑                  |              |
| 3      | 63-4      | 廣電巴士 | A.CITY、COCORO產業團地                  |              |

高速巴士
| 乘車處 | 路線編號                    | 巴士公司                                  | 方向                                                      | 備註                           |
| ------ | --------------------------- | ----------------------------------------- | --------------------------------------------------------- | ------------------------------ |
| 2      | 落客站                      | 落客站                                    | 落客站                                                    | 落客站                         |
| 3      | 快樂小鳥號                  | 日之丸自動車                              | 真庭（北房呰部、湯原溫泉） 倉吉（倉吉站）、鳥取（鳥取站） |                                |
| 3      | 快樂小鳥號                  | 廣島電鐵、日本交通、日之丸自動車          | 米子（米子站）                                            |                                |
| 3      | 大箭號                      | 廣島電鉄、一畑巴士                        | 松江（松江站）                                            | 只限特急班次和普通班次         |
| 3      | 美琴號                      | 中國JR巴士、一畑巴士                      | 出雲（出雲市站）                                          |                                |
| 3      | 廣島 - 三次 - 庄原 - 東城線 | 廣島電鐵、備北交通                        | 千代田交流道、三次站、庄原巴士中心、東城站                | 前往東城的班次只由備北交通行走 |
| 3      | 漁火號                      | 廣島電鐵、中國JR巴士、石見交通            | 大朝交匯處、濱田站                                        |                                |
| 3      | 錦帶Blue Liner              | 岩國巴士                                  | 岩國（岩國站、岩國錦帶橋機場、日之出町車廠）              |                                |
| 3      | 廣島 - 柳井、平生、田布施線 | 防長交通                                  | 柳井、平生、田布施                                        |                                |
| 3      | 廣島 - 德山、防府、山口線   | 防長交通                                  | 德山（德山站）、防府（防府站） 山口（米屋町、湯田溫泉）   |                                |
| 3      | 廣福Liner                   | 中國巴士、廣交觀光 中國JR巴士、JR九州巴士 | 北九州（小倉南交流道）、福岡（博多）                      | 設有夜行班次                   |

另外，石見銀山號（大田方向）、清流線高津川號（益田方向）會途經巴士站但不停靠。

## 利用狀況
以下數據取自《廣島市統計書》。Astram線公開了「1年總乘車人次」和「1年總下車人次」。1日平均乘車人次數據中，是以當年度的總乘車人次除以365（閏年為366），再取自小數點後1位。Astram線所提供的數據以1,000人為單位，因此，平均數中會有誤差。
| 年度               | 1日平均 乘車人次 | 1年總 乘車人次 | 1年總 下車人次 |
| ------------------ | ---------------- | -------------- | -------------- |
| 1995年（平成07年） | 609.3            | 223,000        | 223,000        |
| 1996年（平成08年） | 712.3            | 260,000        | 264,000        |
| 1997年（平成09年） | 791.8            | 289,000        | 300,000        |
| 1998年（平成10年） | 860.3            | 314,000        | 320,000        |
| 1999年（平成11年） | 1,002.7          | 367,000        | 370,000        |
| 2000年（平成12年） | 1,197.3          | 437,000        | 434,000        |
| 2001年（平成13年） | 945.2            | 345,000        | 360,000        |
| 2002年（平成14年） | 564.4            | 206,000        | 222,000        |
| 2003年（平成15年） | 560.1            | 205,000        | 222,000        |
| 2004年（平成16年） | 589.0            | 215,000        | 227,000        |
| 2005年（平成17年） | 635.6            | 232,000        | 241,000        |
| 2006年（平成18年） | 646.6            | 236,000        | 252,000        |
| 2007年（平成19年） | 707.7            | 259,000        | 273,000        |
| 2008年（平成20年） | 627.4            | 229,000        | 246,000        |
| 2009年（平成21年） | 663.0            | 242,000        | 254,000        |
| 2010年（平成22年） | 687.7            | 251,000        | 263,000        |
| 2011年（平成23年） | 726.8            | 266,000        | 280,000        |
| 2012年（平成24年） | 797.3            | 291,000        | 307,000        |
| 2013年（平成25年） | 813.7            | 297,000        | 316,000        |
| 2014年（平成26年） | 843.8            | 308,000        | 328,000        |
| 2015年（平成27年） | 909.8            | 333,000        | 345,000        |
| 2016年（平成28年） | 893.2            | 326,000        | 336,000        |
| 2017年（平成29年） | 879.5            | 321,000        | 328,000        |
| 2018年（平成30年） | 852.1            | 311,000        | 317,000        |
| 2019年（令和元年） | 816.9            | 299,000        | 306,000        |

在2001年（平成13年），使用人次急減，這是由於廣島電鐵於同年10月2日開辦新巴士路線，行走於西風新都至廣島巴士市區內，途經廣島高速4號線的巴士路線，使乘客轉為乘坐巴士。

## 相鄰車站
廣島高速交通
廣島新交通1號線（Astram線）
伴中央－大塚－廣域公園前

## 注腳
1. 1 2 3 4 5  曾根悟（監修）. 朝日新聞出版分冊百科編集部（編集） , 编. . 週刊朝日百科. 30号 モノレール・新交通システム・鋼索鉄道. 朝日新聞出版. 2011-10-16: 25 （日语）.
2. ↑   (PDF). 廣島高速交通.   [2017-08-08]. （原始内容存档 (PDF)于2021-06-02） （日语）.

## 外部連結
- Astram線　官方網站 （页面存档备份，存于）（日語）